# Brasserie De Fiscus
Brasserie De Fiscus, het voormalige Belastingkantoor Venlo, is een monumentaal pand aan Parade 7 in de binnenstad van de Nederlandse plaats Venlo. Het pand staat op de gemeentelijke monumentenlijst van die plaats.

## Geschiedenis
In 1888 en 1915 werd het pand gebouwd en waren oorspronkelijk twee woningen.

## Bouwwerk
Het pand heeft drie bouwlagen met dakverdieping en kelderverdieping en is opgetrokken in neorenaissance-stijl, barokstijl en met jugendstil-elementen. De gevel aan de Parade heeft vier traveeën voorzien van een natuurstenen basement en spekbanden in de verschillende bouwlagen. De linker travee heeft op iedere verdieping een groot rechthoekig venster met bovenlicht. Boven de lateien van de vensters van de tweede en derde verdieping is een rijke versiering aangebracht met bladmotieven (2e verdieping) en een fronton (3e verdieping). Aan de bovenzijde eindigt de gevel van deze travee in sierlijke rolwerkgevel en op het dak is een klein torentje gebouwd. De drie rechter traveeën zijn samen symmetrisch en hebben op iedere verdieping elk drie rechthoekige vensters, met boven de vensters van de tweede verdieping een fronton en boven die van de derde een segmentboog. Centraal in de benedenverdieping bevindt zich de rondboogvormige toegang (met bovenlicht) met een versierde natuurstenen omlijsting met daar weer boven het rechthoekige venster. De dakverdieping boven de rechter drie traveeën bevat drie dakkapellen.
Verder heeft het pand een aantal troggewelven.